# Majlinda Rama
Majlinda Nana Rama (ur. 27 maja 1980 w Tepelenie) – albańska dziennikarka i poetka.

## Życiorys
W 2002 roku ukończyła studia filologiczne na Uniwersytecie im. Eqrema Çabeja w Gjirokastrze, a w 2012 skończyła studia z zakresu stosunków międzynarodowych. Kontynuowała następnie studia magisterskie w zakresie polityki, które ukończyła w 2014 roku, uzyskując tytuł magistra nauk politycznych i prawnych.
Zamieszkała w Fierze, gdzie pracowała jako nauczycielka języka albańskiego, następnie pracowała dla telewizji Apollon i Ora News oraz czasopism Ora Juaj i Panorama.

## Dzieła
- Apoteozë gri[4]
- Disa prej tyre[4]
- Edhe një dashuri e vogël është gjithçka[2]
- Kambanat u fikën[2]
- Kohë e pakohë[1]
- Më pëlqen të takohemi në mbrëmje[4]
- Metempsikozë[1]
- Mos pyet kurrë[5]
- Ndajnate[3][1]
- Në spital[1]
- Një burri[2]
- Pavarësisht të gjithave[2]
- Plagë e pashëruar[1]
- Prindërve të mi[1]
- Qyteti im'[3][1]
- Rendje për vetënjohje (Pasqyrë e thyer)[3][1]
- Ty po të pres[3]
- Unë të bëra burrë[4]
- Vajzës së palindur[6]
- XXX[3]
- Merrma lotin peng (2004)[3][1][2]
- Hënë e qiellit tim (2006)[3][1][2]
- Por gjyqi vazhdon… (2007)[3][1][2]
- Kritika letrate (2014)[3][2]
- Perandorët (2014) ISBN 978-99943-1-966-4[1][2][7]
- Zonja me të kuqe (2015)[2][8][9]
- Ikja (2016)[2]
- Koncept i përkufizuar i një modeli ekonomik (2016)[2]
- Metalogjika policentrike e një shteti të ri (2016)[2]
- Antologji e prozës poetike (2017)[2]
- Kthimi (2017)[2][10]
- Lulet e egra (2017)[2]
- Kumte që lëvizin (2018)[2]
- Kodi poetik i Agollit (2018)[2][11]
- Arzoe (2019)[2]
- Shënime Letrare (2019)[2]

## Nagrody
W 2012 roku została laureatką specjalnej nagrody literackiej w konkursie Muza Poetike 2012. Otrzymała również Certyfikat Uznania od Związku Dziennikarzy w Albanii oraz Honorowy Tytuł Międzynarodowej Ligi Poetów, Pisarzy i Artystów „Pegas".